# Conus arangoi
Conus arangoi é uma espécie de gastrópode do gênero Conus, pertencente a família Conidae.